# Massacre de la division Acqui
Le massacre de la division Acqui, connu également sous le nom de massacre de Céphalonie, est l'exécution en masse par l'armée allemande des hommes de la 33e division italienne d'infanterie « Acqui » dans l'île grecque de Céphalonie en septembre 1943, à la suite de l'armistice signé entre les Italiens et les Alliés,,. Entre 1 650 et 1 900 soldats italiens selon les sources furent assassinés, principalement abattus à la mitrailleuse ou noyés. Le bilan, avant les recherches historiques récentes, avait été un temps estimé à 5 000 morts. Quelque 1 350 Italiens avaient en outre péri dans les combats ainsi que des prisonniers rescapés durant leurs transports soit par les Allemands soit par les alliés. Des massacres similaires de moindre importance ont eu lieu aussi à Corfou et à Kos au même motif de trahison.
Ce massacre a fourni le canevas historique du roman La Mandoline du capitaine Corelli (1993) du Britannique Louis de Bernières, adapté au cinéma, avec Capitaine Corelli (Captain Corelli's Mandolin, 2001),,, un film britanno-franco-américain de John Madden.
Crime de guerre commis par la 1re division de montagne, une formation de l'armée régulière allemande, grand massacre de prisonniers de guerre, est à rapprocher du massacre de Katyń en 1940, où approximativement 22 000 Polonais furent massacrés par l'Union soviétique,.

## Histoire

### Contexte historique

#### Occupation de la Grèce
Depuis la chute de la Grèce en avril-mai 1941, le pays a été divisé en zones d'occupation, les Italiens occupant la majeure partie continentale (hors Athènes, la Macédoine et la Thrace) et une partie des îles. La 33e division d'infanterie « Acqui » a constitué la garnison italienne de Céphalonie, une île côtière de la mer Ionienne face au golfe de Patras, depuis mai 1943, et comprenait 11 500 soldats et 522 officiers. Elle était composée de deux régiments d'infanterie (les 17e et 317e), du 33e régiment d'artillerie, de la 27e légion de Chemises noires, du 19e bataillon de Chemises Noires et d'unités de soutien. De plus, le 18e régiment était détaché à des tâches de garnison à Corfou. « Acqui » avait aussi des batteries côtières, des vedettes lance-torpille et deux avions. Depuis le 18 juin 1943, elle était commandée par le général Antonio Gandin, âgé de 52 ans, vétéran du front de l'Est décoré de la Croix de fer.
D'autre part les Allemands décident de renforcer leur présence dans les Balkans, à la suite des succès alliés en Tunisie et l'hypothèse que l'Italie puisse négocier des arrangements avec les Alliés. Les 5-6 juin, le lieutenant-colonel Johannes Barge (en) arrive avec 2 000 hommes du 966e régiment de grenadiers de forteresse comprenant les bataillons de forteresse 810 et 909, une batterie de canons automoteurs et 9 chars.

#### Armistice italien
Après l'armistice italo-alliés en septembre 1943, la fuite du roi vers le Sud et l'absence de consignes claires du grand état major, en raison de la situation politique le général Gandin se trouve face à un dilemme : une option est de se rendre aux Allemands (qui se sont préparés à cette éventualité et ont commencé le désarmement des garnisons italiennes) ou d'essayer de résister. Initialement, Gandin demande des instructions à ses supérieurs et commence à négocier avec Barge.
Le 8 septembre 1943, le jour où l'Armistice est rendu public, le général Carlo Vecchiarelli, commandant des 170 000 soldats de la Onzième armée italienne occupant la Grèce, télégraphie à Gandin ses ordres.
Il s'agit essentiellement d'une copie d'un mémorandum du général Ambrosio du Haut-État-Major italien.
Les ordres de Vecchiarelli restent que, si les Allemands n'attaquent pas, de ne pas les attaquer.
Les ordres d'Ambrosio sont que les Italiens ne doivent pas faire cause commune avec les partisans grecs ou avec les Alliés, au cas où ils arriveraient à Céphalonie.
Dans le cas où les Allemands attaqueraient, les ordres de Vecchiarelli sont peu clairs car basés sur la directive Badoglio qui déclare que les Italiens doivent répondre avec « le maximum de décision » à toute menace de quelque côté que ce soit.
L'ordre implique que les Italiens doivent attaquer en retour, mais ne l'exprime pas aussi explicitement.
Le même jour, à 22h30, Gandin reçoit un ordre directement du général Ambrosio d'envoyer immédiatement ses navires de guerre et de commerce à Brindisi, port de la botte italienne, comme demandé par les termes de l'Armistice.
Gandin obéit, mais se prive alors de tout moyen de s'échapper.
Pour compliquer les choses, Badoglio a accepté, après le renversement de Mussolini en juillet 1943, d'unifier les deux armées en Grèce sous commandement allemand, de sorte à apaiser celui-ci.
Donc, réglementairement, tant Vecchiarelli que Gandin sont sous commandement allemand, même si l'Italie met (ou a mis) en place un accord d'armistice avec les Alliés.
Ceci donne aux Allemands un sens pour justifier le traitement de tout Italien désobéissant à leurs ordres comme un mutin ou un franc-tireur.
À 9h00 le 9 septembre, Barge rencontre Gandin et le met en demeure en lui déclarant qu'il a reçu des ordres du commandement allemand.
Les deux hommes s'estiment mutuellement et partagent des valeurs, Gandin est pro-allemand et aime Goethe.
L'attitude pro-allemande de Gandin a d'ailleurs justifié au général Ambrosio sa nomination comme commandant de la division Acqui.
Craignant qu'il ne soit du côté des Allemands contre les comploteurs qui ont déposé Mussolini, Ambrosio veut tenir Gandin hors d'Italie.
Les deux hommes terminent leur rencontre en bons termes, d'accord pour attendre les ordres de leur hiérarchie respective et ainsi permettre à la situation de se résoudre pacifiquement.
Le 11 septembre, le haut-commandement italien envoie deux instructions explicites à Gandin « d'avoir à considérer les troupes allemandes comme hostiles » et que « toute tentative de désarmement par les forces allemandes devait être refoulée par les armes. »
Le même jour, Barge envoie à Gandin un ultimatum lui demandant une décision formulée dans les termes suivants :
1. Continuer le combat aux côtés des Allemands ;
2. Combattre contre les Allemands ;
3. Se laisser désarmer pacifiquement.

### Déroulement

#### Prémices

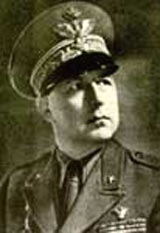
Antonio Gandin

Antonio Gandin, commandant de la division, communique l'ultimatum à ses officiers supérieurs et aux sept aumôniers de l'Acqui pour discussion.
Six des aumôniers et tous ses officiers supérieurs lui conseillent d'obéir à la demande allemande et de se rendre immédiatement.
Cependant, Gandin ne peut accepter de se joindre aux Allemands, car cela irait à l'encontre des ordres du roi d'Italie relayés par Badoglio.
Il ne veut pas non plus se battre contre les Allemands, car « ils ont combattu avec nous, côte à côte. »
D'un autre côté, rendre les armes violerait l'esprit de l'Armistice.
Malgré les ordres du grand quartier général italien, Gandin choisit de continuer à négocier avec Barge,.

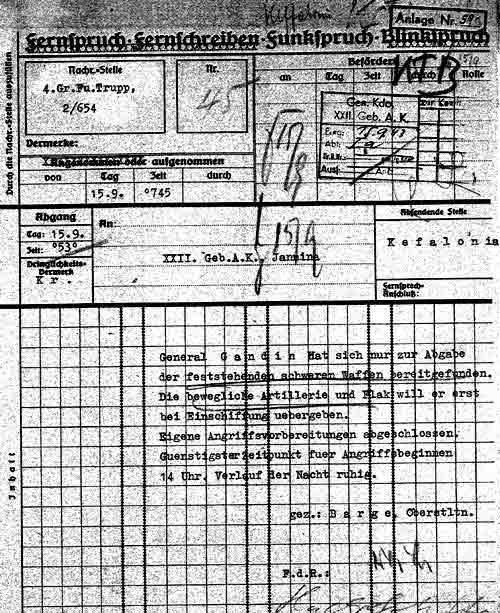
Télégramme de Barge à ses supérieurs, rendant compte de la décision de Gandin de conserver son armement et de l'état de préparation à l'attaque des troupes allemandes

Gandin finalement accepte de retirer ses soldats de leur position stratégique du mont Kardata, le centre nerveux de l'île, en contrepartie d'une promesse allemande de ne pas amener des renforts depuis la Grèce pénisulaire. Le 12 septembre, il informe Barge qu'il est prêt à déposer les armes d'Acqui,. Le lieutenant-colonel allemand en rend compte à ses supérieurs du XXII corps d'armée de montagne.
Cependant, Gandin est angoissé de ne pas avoir obtenu l'accord de ses officiers sur la position vis à vis des Allemands, ils sont en train de monter une mutinerie.
Le détachement Acqui de Corfou qui n'est pas sous ses ordres, l'informe autour de minuit du 12 au 13 septembre, par radiocommunication, qu'ils ont rejeté un accord avec les Allemands.
Gandin est mis au courant, par des sources fiables, que les soldats italiens qui se sont rendus sont déportés et non rapatriés.

#### Ouverture du feu
Le 13 septembre, un convoi allemand de cinq navires approche de la capitale de l'île, Argostoli. Les officiers italiens d'artillerie, de leur propre initiative, ordonnent aux batteries restantes d'ouvrir le feu, coulant deux péniches de débarquement et tuant cinq Allemands,.
Dans ces conditions, la même nuit, Gandin présente à ses troupes un sondage, contenant essentiellement les trois options qui lui ont été présentées par Barge, :
1. Continuer le combat aux côtés des Allemands ;
2. combattre contre les Allemands ;
3. se laisser désarmer pacifiquement.

À une large majorité, les troupes italiennes répondent en faveur de la troisième option (mais il n'y a pas d'information disponible sur l'importance de la majorité obtenue). Cependant, le 14 septembre, Gandin renie son accord et refuse de se rendre et de rendre quoi que ce soit dont l'artillerie lourde de la division. Il demande aux Allemands de quitter l'île, exigeant une réponse avant 9 h le lendemain. Il arrache son ruban de la croix de fer, la plus prisée de ses décorations.
Comme les négociations ont échoué, les Allemands se préparent à résoudre la crise par la force et présentent aux Italiens un ultimatum qui expirera à 14 h le 15 septembre.

#### Combats avec les Allemands
Le matin du 15 septembre, les Allemands commencent à bombarder les positions italiennes avec des bombardiers en piqué Stukas. À terre, les Italiens se réjouissent de leur supériorité et font 400 prisonniers allemands. Le 17 septembre cependant, les Allemands débarquent le groupe de combat Hirschfeld composé des bataillons de montagne III./98 et 54e, l'élite de la 1re division de montagne de l'armée allemande, avec le I./724 bataillon de la 104e division de chasseurs, sous le commandement du major Harald von Hirschfeld. Le régiment 98e Gebirgsjäger, en particulier, a été impliqué dans plusieurs atrocités contre des civils en Épire, dans les mois précédant le massacre d'Acqui.

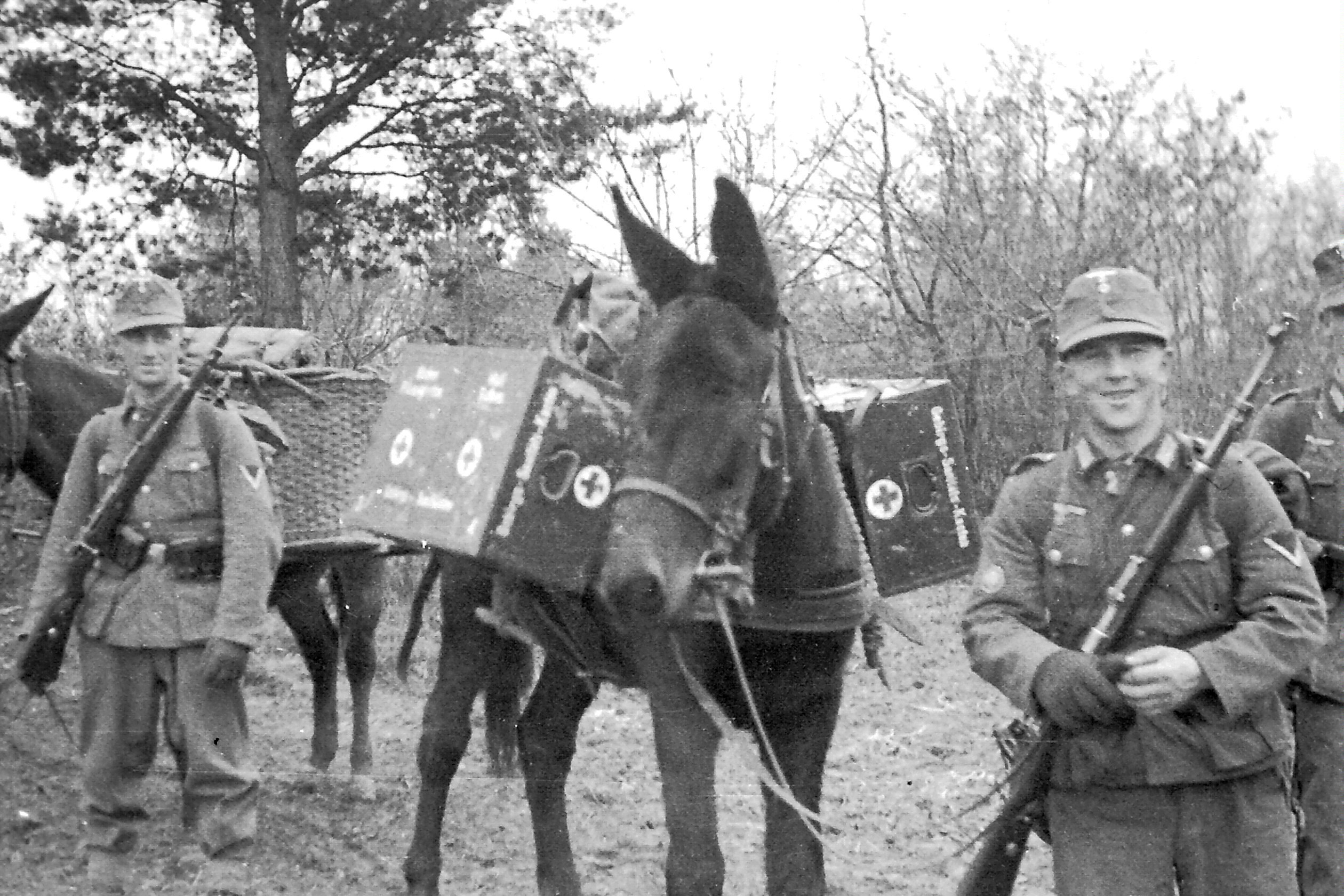
Soldats des troupes de montagne allemandes (1940)

Au même moment, les Allemands commencent à lancer des tracts de propagande appelant les Italiens à se rendre. Les tracts déclarent :

« Camarades Italiens, soldats et officiers, pourquoi combattre contre les Allemands ? Vous avez été trahis par vos chefs !... DEPOSEZ VOS ARMES !! LA ROUTE DU RETOUR DANS VOTRE PATRIE VOUS SERA OUVERTE PAR VOS CAMARADES ALLEMANDS. »

Gandin, à nouveau, demande de l'aide au ministère de la Guerre à Brindisi mais n'obtient aucune réponse. Il envoie à tout hasard un émissaire de la Croix rouge en Italie, mais la mission n'aboutit pas sur les côtes de l'Apulie et quand il arrive trois jours plus tard au Haut Commandement italien, il est déjà trop tard. De plus, 300 avions loyaux à Badoglio sont localisés à Lecce, près du point le plus méridional d'Italie, dont le rayon d'action couvre Céphalonie et sont prêts à intervenir. Mais les Alliés ne les laisseront pas faire car ils craignent leur défection vers le côté allemand. De plus, deux vedettes-torpilleurs italiennes, sur le chemin de Céphalonie, reçoivent l'ordre de regagner un port allié pour les mêmes raisons. Malgré l'aide fournie aux Italiens par la population locale, y compris le petits détachements de l'Armée grecque de libération, les Allemands jouissent d'une totale supériorité aérienne et leurs troupes ont une grande expérience du combat, au contraire des conscrits de l'Acqui qui ne font pas le poids face aux Allemands. De plus, Gandin a retiré l'Acqui des positions élevées du mont Kardaka et ceci donne aux Allemands une supériorité stratégique. Après plusieurs jours de combat, à 11h00 le 22 septembre, suivant les ordres de Gandin, les derniers Italiens se rendent, à court de munitions et ayant perdu 1 315 hommes tués. Selon des sources allemandes, les pertes seront de 300 Allemands tués et 1 200 Italiens.

#### Massacre
Le massacre débute le 21 septembre 1943 et dure une semaine.

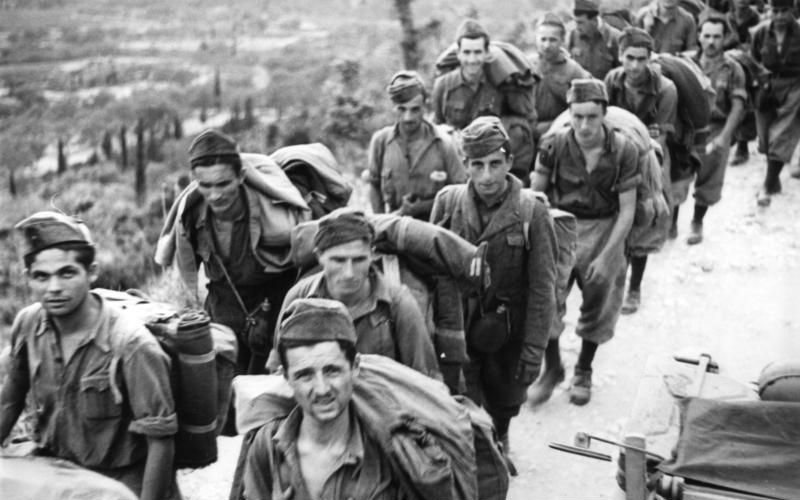
Soldats italiens prisonniers par les Allemands à Corfou en avril 1943

Après la reddition des Italiens, Hitler envoie un ordre « autorisant » les Allemands à exécuter sommairement tout officier italien qui a résisté « pour trahison » et, le 18 septembre, le Haut commandement allemand émet un ordre déclarant que « à cause du comportement perfide et traitre [des Italiens] à Céphalonie, aucun prisonnier ne sera fait »,,. Les soldats du Gebirgsjäger commencent à exécuter les prisonniers italiens par groupes de quatre à dix.
Les Allemands commencent à tuer les Italiens qui se rendent, sur place, utilisant des mitrailleuses.
Quand un groupe de soldats bavarois proteste, ils sont eux-mêmes victimes d'exécutions sommaires.[réf. nécessaire]
Après cet incident, les Allemands amènent les soldats prisonniers restants à la mairie de San Teodoro, et exécutent les prisonniers par détachements de huit.
Le général Gandin et 137 officiers supérieurs sont sommairement traduits devant une cour martiale le 24 septembre et exécutés.
Les corps sont jetés à la mer.
Avant l'exécution, un sergent informe chaque officier qu'il est exécuté pour trahison, ce qui, du fait que la décision de Badoglio de permettre l'unification des armées italiennes et allemandes en Grèce sous commandement allemand, est techniquement vrai.
Le général Gandin est exécuté le premier, mais avant il jette sa Croix de fer dans la boue.
Romualdo Formato, un des sept aumôniers de « Acqui » et un des rares survivants, écrit que pendant le massacre, les officiers italiens commencent à crier, prier et chanter.
Beaucoup crient les noms de leurs mère, femme et enfants.
Selon Formato, trois officiers déclarent qu'ils étaient tous camarades de leur vivant et qu'ils iraient au paradis dans la mort.
D'autres creusent la terre dans une tentative pour s'évader.
En un endroit, Formato rapporte que « les Allemands arrivent en offrant à haute voix de l'aide médicale aux blessés mais quand 20 hommes rampent en arrière, une salve de mitrailleuse les achève ».
Des officiers donnent à Formato ce qu'ils ont en leur possession pour qu'il le fasse parvenir à leur famille en Italie.
Les Allemands, cependant, confisquent ces affaires, et Formato n'en eut plus de nouvelles et ne put faire le compte exact des officiers assassinés.
Les exécutions des officiers italiens continuent quand un officier allemand arrive et demande s'il y a des Italiens originaires de Trieste et de Trente, cette dernière région faisant partie du sud Tyrol et ayant été annexées par Hitler comme province germanique après le 6 septembre.
Voyant là une opportunité, Formato implore l'officier d'arrêter la tuerie et de sauver les quelques officiers restants.
L'officier allemand répond à Formato qu'il va en référer à son officier commandant.
Pendant l'absence de l'officier, Formato se met à prier et à réciter l'Ave Maria.
L'aumônier Formato compare le massacre « aux premiers temps du christianisme... quand les croyants étaient jetés aux bêtes et dévorés, rassemblés auprès d'un prêtre les bénissant. »
Quand l'officier revient, après une demi-heure, il informe Formato que les tueries d'officiers sont stoppées.
Il ne reste alors plus que 37 officiers, Formato compris.
Après la trêve, les Allemands congratulent les Italiens restants et leur offrent des cigarettes.
La situation reste instable, cependant.
Après la trêve, les Allemands forcent vingt marins italiens à charger les corps des officiers morts sur des pneumatiques et à les emmener en mer.
Les Allemands canonnent et volatilisent les radeaux pneumatiques avec les marins italiens à bord,,.
Alfred Richter, un Autrichien et participant au massacre, raconta comment un soldat qui chantait des airs d'opéra pour les Allemands dans les tavernes locales fut forcé de chanter pendant que ses camarades étaient assassinés. Le sort du soldat chanteur est resté inconnu. Richter ajouta que lui et ses camarades de régiment ressentirent un délire de toute-puissance pendant les évènements. La plupart des soldats de ces régiments allemands étaient Autrichiens.
Selon Richter, les soldats italiens furent tués après leur reddition aux soldats du 98e régiment. Il décrit comment les corps des Italiens abattus furent jetés en tas, tous avec une balle dans la tête. Les soldats du 98e régiment commencèrent à enlever les bottes des cadavres pour leur propre usage. Il indique que des groupes d'Italiens furent emmenés vers des carrières et des jardins clos, près du village de Frangata, et exécutés par le feu de mitrailleuses. La tuerie dura deux heures, pendant lesquelles le son des mitrailleuses et des pistolets automatiques et les cris des victimes pouvaient être entendus dans les maisons du village.
Les corps des hommes exécutés furent éliminés de différentes façons. Des corps furent incinérés sur des bûchers massifs rendant l'air de l'île épais avec l'odeur de la chair brûlée. D'autres furent chargés sur des navires et jetés en mer,,,. D'autres, selon Amos Pampaloni, un des survivants, furent exécutés en pleine vue de la population du port d'Argostoli le 23 septembre 1943 et les corps laissés à se décomposer où ils étaient tombés, tandis que dans de petites rues les corps se décomposaient et l'atmosphère devenait irrespirable au point qu'il ne put rester plus longtemps pour prendre des photos du carnage. Les corps furent jetés à la mer, attachés à des blocs de rocher. Les Allemands refusèrent aux soldats d'Acqui survivants d'enterrer leurs morts. » Un aumônier, pour chercher des corps, découvrit des ossements éparpillés.[Quoi ?]
Les quelques soldats qui furent sauvés furent aidés par les habitants et par l'Armée grecque de libération. Un des survivants gravement blessé fut conduit chez une dame de Céphalonie par un chauffeur de taxi où il survécut. Trois mille autres survivants sous la garde des Allemands furent noyés le 20 octobre 1943 quand les bateaux français Sinfra et Ardennais réquisitionnés par ceux-ci, qui les transportaient vers des camps de prisonniers de guerre furent coulés en heurtant une mine navale dans l'Adriatique,. Ces pertes et celles semblables dans les garnisons du Dodécanèse furent aussi le résultat de la politique, Hitler ayant donné des ordres aux commandants allemands locaux de prévoir « toutes les précautions de sécurité » pendant le transport des prisonniers sans « tenir compte des pertes ».

### Après coup
Au triste bilan de exécutions il convient d'ajouter la mort de 1 300 soldats italiens, ayant réchappé du massacre, mais victimes du torpillage du navire qui les emmenait en captivité en Allemagne.
Les évènements vont se reproduire mais avec une moindre importance. À Corfou, la garnison italienne forte de huit mille hommes comprenait des éléments de trois divisions, incluant le 18e régiment d'Acqui. Le 24 septembre, les Allemands débarquent une force d'intervention sur l'île (opération Trahison) et le jour suivant peuvent amener les Italiens à capituler.
L'intégralité des 280 officiers de l'île furent exécutés pendant les deux jours suivants conformément aux ordres du général Lanz, en accord avec les directives de Hitler. Les corps furent chargés dans un bateau et jetés à la mer. Des exécutions similaires survinrent à la suite de la bataille de Kos, quand le commandant italien et quatre-vingt-dix de ses officiers furent fusillés.
En octobre 1943, après que Mussolini a été libéré et établi dans sa république sociale italienne fasciste dans le nord de l'Italie, les Allemands donnèrent à leurs prisonniers italiens trois choix :
1. Continuer à combattre aux côtés des Allemands ;
2. Travaux forcés sur l'île ;
3. Camps de concentration en Allemagne.

La plupart des Italiens opèrent pour le second choix.
En janvier 1944, le rapport d'un aumônier parvint à Benito Mussolini par Aurelio Garobbio, un fasciste suisse de la radio italophone du canton du Tessin qui l'informa sur les évènements. Mussolini fut irrité que les Allemands aient fait pareille chose, cependant il considéra les officiers de la division Acqui, plus que ses soldats, comme des traitres. Cependant, dans un de ses échanges avec Garobbio, après que celui-ci se fut plaint de l'absence de miséricorde des Allemands, il dit « Mais nos hommes se défendaient eux-mêmes, savez-vous. Ils ont touché plusieurs navires de débarquement allemands et les ont coulés. Ils ont montré comment des Italiens savaient se battre » [sic].

## Poursuites

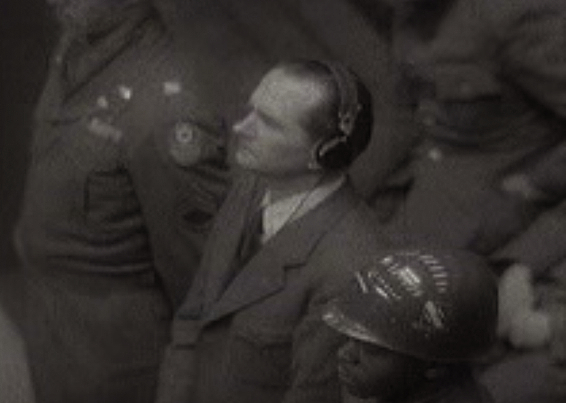
Général Hubert Lanz comparaissant au procès de Nuremberg. À ce jour, il est la seule personne à avoir fait de la prison pour les événements de Céphalonie. Il est mort en 1982.

Le Major Harald von Hirschfeld n'a jamais été jugé pour son rôle dans le massacre : en décembre 1944, il devient l'officier général le plus jeune de la Wehrmacht, il meurt en janvier 1945, des suites des blessures reçues lors de la bataille du col de Dukla en Pologne quelques semaines plus tôt. Seul le général Hubert Lanz, le supérieur de Hirschfeld, fut condamné à 12 ans de prison au procès des otages lors des procès de Nuremberg pour le massacre de Komméno le 16 août 1943. Il fut libéré en 1951 et mourut en 1982. Le lieutenant-colonel Barge n'était pas dans l'île quand le massacre eut lieu. Il fut décoré de la croix de Chevalier de la Croix de fer pour ses services en Crète. Il mourut en 2000.
La condamnation légère de Lanz était due au fait que la cour de Nuremberg fut induite en erreur par de fausses preuves et ne voulut pas croire à la réalité du massacre, malgré le livre écrit par l'aumônier Padre Formato publié en 1946, un an avant le procès,. Parce qu'il y avait un doute sur qui donna les ordres, Lanz fut seulement accusé de la mort de Gandin et de ses officiers. Lanz mentit à la cour en déclarant qu'il avait refusé d'obéir aux ordres d'Hitler de fusiller les prisonniers, parce que cela le révoltait. Il affirma que le rapport au groupe d'armées E faisant état de 5 000 prisonniers fusillés était une ruse employée pour berner le commandement militaire et cacher le fait qu'il avait désobéi aux ordres du Führer. Il ajouta que moins de 12 officiers furent fusillés et que le reste de la division Acqui avait été transporté au Pirée via Patras.
Dans son témoignage, Lanz fut assisté par des affidavits d'autres officiers allemands hautement respectables qui avaient mené des vies post-guerre exemplaires, tel le général Von Butlar de l'état major personnel de Hitler, impliqué dans le massacre des Fosses ardéatines Les Allemands qui étaient avec Lanz en septembre 1943 affirmèrent que le massacre n'avait jamais eu lieu. De plus, pour des raisons inconnues, le côté italien ne présenta jamais de preuves du massacre aux procès de Nüremberg. Il a été supposé que les Italiens refusèrent de coopérer avec le processus des jugements, craignant que des termes de l'armistice, défavorables pour leur pays, ne soient révélés. Dans ces circonstances, la Cour accepta les affirmations de Lanz prétendant avoir empêché le massacre et les évènements qui selon lui n'avaient donc pas existé. En conséquence, il reçut une sentence légère. Le général Lothar Rendulic, pour ses agissements en Yougoslavie, fut relâché fin 1951 malgré tout, après seulement trois années d'emprisonnement.
La défense de Lanz mit l'accent sur le fait que les poursuites n'avaient pas présenté de preuves italiennes du massacre et déclara qu'il n'y avait pas de preuves que le quartier général italien de Brindisi ait jamais ordonné à Gandin et à sa division de combattre. Cependant, selon la logique de la défense, Gandin et ses hommes étaient des mutins ou des francs-tireurs et ne bénéficient pas du statut de prisonniers de guerre selon la Convention de Genève.
Les Allemands ont prétendu que les Italiens étaient en train de négocier la reddition de l'île aux Anglais. Les assertions allemandes n'étaient pas entièrement sans fondement. En Grèce-Centrale, une division entière rejoignit la guérilla grecque et dans le Dodécanèse, les Italiens ont joint leurs forces aux Anglais avec comme résultat une campagne allemande de deux mois pour les réduire (décembre 1943]. Une tentative de révison de procès par le procureur d'état de Dortmund Johannes Obluda en 1964 n'aboutit pas du fait que le climat politique en Allemagne à ce moment-là était favorable à « mettre la guerre derrière ». En 2002, le procureur de Dortmund Ulrich Maoos rouvrit le dossier contre certaines personnes responsables du massacre,. Dans son bureau, Maaos avait affiché une carte de Céphalonie avec les dates et les lieux des exécutions avec les noms des victimes. Ni inculpations ni arrestations ne suivirent les enquêtes de Maaos. Dix ex-membres de la 1re Gebirge Division ont été entendus sur les deux cents alors encore en vie.

## Commémorations

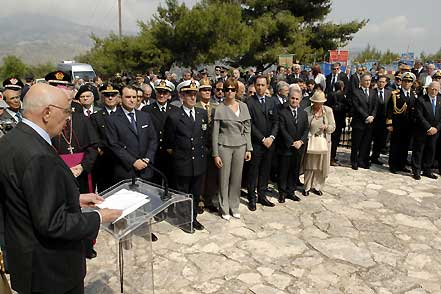
Commémoration italo-grecque : le président Giorgio Napolitano.

En 1950, les restes de près de trois mille soldats y compris cent quatre-vingt-neuf officiers furent exhumés et ramenés en Italie pour être inhumés dans le cimetière militaire de Bari. Les restes du général Gandin ne furent jamais identifiés.
Ce massacre fut largement ignoré en Italie, par la presse et le système éducatif, jusqu'en 1980. À cette date, le président de la République italienne Sandro Pertini, qui avait été un partisan pendant la guerre, inaugura le mémorial de Céphalonie. Malgré cette reconnaissance de l’évènement par Pertini, ce n'est qu'en mars 2001 qu'un autre président italien, Carlo Azeglio Ciampi, visita de nouveau le mémorial. Il fut sans doute influencé par la sortie du film hollywoodien Capitaine Corelli. Pendant la cérémonie, Ciampi, se référant aux hommes de la division Acqui, déclara que « leur décision consciente était le premier acte de résistance par une Italie libérée du fascisme » et qu'« ils avaient préféré combattre et mourir pour leur patrie. » Le massacre de la division Acqui est un sujet émergeant de la recherche. Ce sujet est considéré comme un exemple notable de résistance italienne de la Seconde Guerre Mondiale.
En 2002, les postes italiennes ont émis un timbre commémoratif Eccidio della Divisione Aqui (ci contre.
Les présidents de Grèce et d'Italie commémorent périodiquement l’évènement pendant des cérémonies ayant lieu à Céphalonie au mémorial Division « Acqui »,. Une conférence universitaire sur les massacres se tint les 2–3 mars 2007 à Parme en Italie. L'association gréco-italienne maintient aussi des manifestations appelées « L'exposition Mediterraneo », près de l'église catholique d'Argostoli, où des photos, des articles de journaux et des documents sur le massacre sont exposés,.

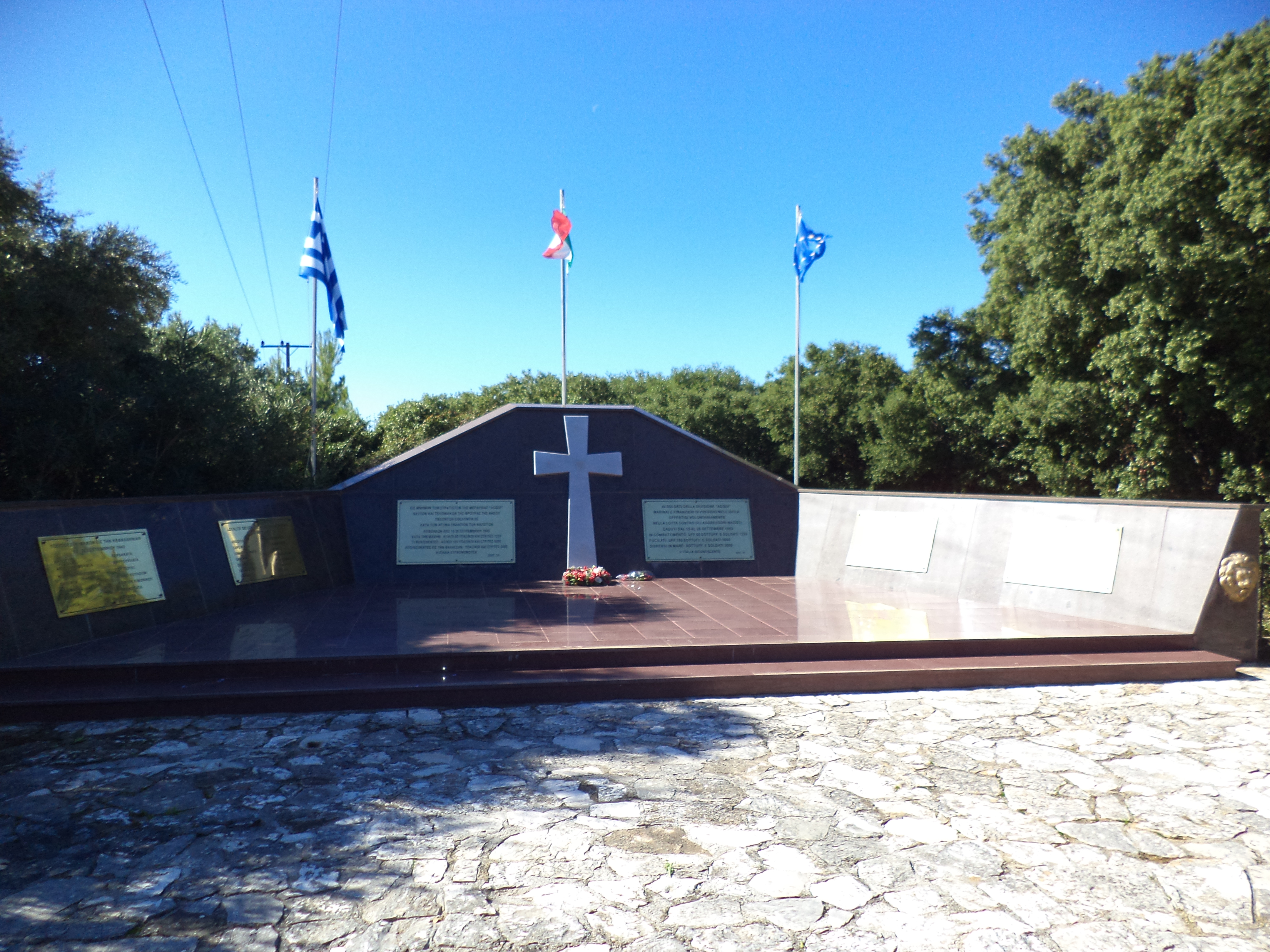
Mémorial de Céphalonie à Argostoli.